# 托里涅当茹
托里涅当茹（法語：Thorigné-d'Anjou，法語發音：[tɔʁiɲe dɑ̃ʒu] ⓘ，意为“安茹的托里涅”）是法国曼恩-卢瓦尔省的一个市镇，位于该省北部，属于瑟格雷区。

## 地理
托里涅当茹（47°38'21"N, 0°39'47"W）面积16.45 平方千米，位于法国卢瓦尔河地区大区曼恩-卢瓦尔省，该省份为法国西部内陆省份，大致对应安茹地区，北起顺时针与马耶讷省、萨尔特省、安德尔-卢瓦尔省、维埃纳省、德塞夫勒省、旺代省、大西洋卢瓦尔省和伊勒-维莱讷省接壤。
与托里涅当茹接壤的市镇（或旧市镇、城区）包括：舍尼耶-尚特塞、格雷-讷维尔、曼恩河畔蒙特勒伊、索当茹、勒利翁当热。
托里涅当茹的时区为UTC+01:00、UTC+02:00（夏令时）。

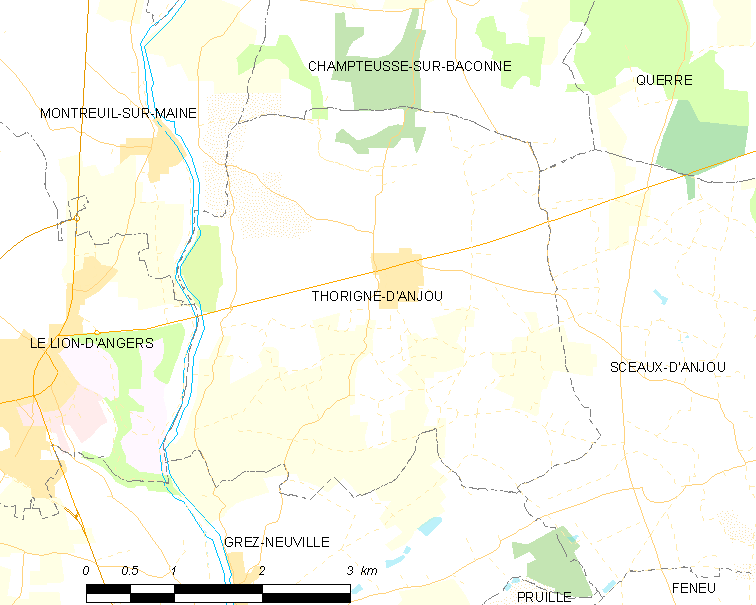
托里涅当茹的OSM定位图

## 行政
托里涅当茹的邮政编码为49220，INSEE市镇编码为49344。

## 政治
托里涅当茹所属的省级选区为蒂耶尔塞县。

## 人口

1962-2008年间托里涅当茹人口变化图示

托里涅当茹于2022年1月1日时的人口数量为1238人。